# Medaglia al merito civile norvegese
La medaglia al valore civile era una onorificenza istituita con regio decreto il 10 aprile 1819 e soppressa nel 2004.
Era la massima onorificenza civile norvegese.
Veniva concessa in due classi:
- prima classe in oro
- seconda classe in argento